# Национальный антинаркотический союз
«Ассоциа́ция некомме́рческих организа́ций „Национа́льный антинаркоти́ческий сою́з“» («Ассоциа́ция „НАС“») — российская ассоциация некоммерческих организаций содействия профилактике наркомании и социально-опасного поведения граждан, созданная 23 декабря 2013 года.
Полное наименование — «Ассоциация некоммерческих организаций содействия профилактике наркомании и социально-опасного поведения граждан „Национальный антинаркотический союз“».
Сокращённое наименование — „Ассоциация «НАС»“.
О создании Союза впервые было объявлено 6 декабря 2013 года на Всероссийском форуме «Национальный антинаркотический съезд», проходившем в Москве.
Ассоциация «НАС» является общественной организацией, созданной с целью противодействия распространению наркомании и наркопреступности в России. Членство в «Национальном антинаркотическом союзе» основано на принципах добровольности и равенства. В Союз входят юридические лица, чья деятельность связана с борьбой с наркоманией и пропагандой здорового образа жизни. Свою деятельность «Национальный антинаркотический союз» осуществляет в тесном сотрудничестве с государством, ФСКН, общественными организациями и экспертным сообществом.
По состоянию на декабрь 2014 года в состав Союза входило 87 общественных организаций и более 100 находилось в стадии оформления документов на вступление.

## Учредители
- Благотворительный фонд по формированию здорового образа жизни «Центр здоровой молодёжи»;
- Региональная общественная организация «Здоровое поколение Кавказа» Ставропольского края;
- Социально-ориентированная московская областная региональная общественная организация помощи и содействия семьям, попавшим в трудные жизненные ситуации, и инвалидам «Щит»;
- Благотворительный фонд по формированию здорового образа жизни во имя архангела Гавриила.

## Руководство ассоциации
- Президент — Юлия Павлюченкова, общественный деятель, член Межсоборного присутствия Русской православной церкви (РПЦ).
- Вице-президент — Алексей Лысенков, популярный актёр, телеведущий, продюсер.
- Председатель правления — Никита Лушников, общественный деятель, ответственный секретарь Межфракционной депутатской рабочей группы Государственной думы по вопросам профилактики и комплексной реабилитации наркомании, ВИЧ-инфекции и других социально значимых заболеваний, проректор по социальной работе и делам молодёжи Московского негосударственного института телевидения и радиовещания «Останкино» (МИТРО), постоянный эксперт программы «Пусть говорят» на Первом канале — по вопросам, связанным с лечением наркомании, а также реабилитацией и социализацией зависимых.

## Наблюдательный совет
- Председатель — Сергей Железняк, государственный и политический деятель, вице-спикер Государственной думы , заместитель секретаря Генсовета партии «Единая Россия».
- Схиархимандрит Илий (в миру — Алексей Афанасьевич Ноздрин) — священнослужитель Русской православной церкви (РПЦ), духовник братии Оптиной пустыни, личный духовник Патриарха Московского и всея Руси Кирилла в 2014 году направлял другим членам наблюдательного совета письма о том, что выходит из состава наблюдательного совета НАС в связи с влиянием на организацию не-православных религиозных групп.[10][11][12] В феврале 2016 посещал организовываемый НАС Международный Антинаркотический Лагерь в Подмосковье.[13] Президент НАС летом 2016 сообщала, что Схиархимандрит Илий продолжает поддерживать НАС.[14] По состоянию на 2019 год указан в составе наблюдательного совета НАС на сайте самой организации.[15]

## Направления деятельности
- Содействие органам государственной власти РФ в области профилактики наркомании и наркопреступности.
- Разработка и реализация концепций, программ и проектов, направленных на противодействие распространению наркомании и наркопреступности, на сокращение спроса на наркотические средства и психотропные вещества, а также содействующих научно-методическому, техническому и финансовому обеспечению охраны здоровья, духовному, нравственному воспитанию граждан.
- Организация и содействие проведению целевых программ и антинаркотических мероприятий для детей и молодежи.
- Взаимодействие с органами государственной власти различных уровней при осуществлении ими государственной политики в области здравоохранения, воспитания, образования, развития физической культуры и спорта.
- Участие в законотворческой деятельности в области охраны здоровья граждан, медико-социальной реабилитации, распространения здорового образа жизни.
- Помощь членам Союза во взаимодействии с органами государственной власти, правоохранительными органами, медицинскими и образовательными учреждениями, СМИ и др. организациями.
- Объединение информационных, интеллектуальных, организационных и финансовых ресурсов в активизации сил всего общества для предотвращения распространения наркомании и наркопреступности на основе активного вовлечения населения в профилактическую деятельность.
- Организация и участие в мероприятиях по первичной, вторичной и третичной профилактике наркомании.

## Горячая линия
Единая горячая линия помощи зависимым от алкоголя и наркотиков — это всероссийский информационно-консультационный центр по проблематике зависимостей «8 800 700-50-50». Всероссийская горячая линия по вопросам лечения зависимостей является проектом Национального антинаркотического союза и была запущена в конце июня 2015 г.
Задача линии — предоставить каждому желающему проверенную и компетентную информацию по теме лечения и реабилитации зависимостей. Специалисты линии предоставляют данные как о государственных программах реабилитации, так и о негосударственных центрах реабилитации и клиниках.
Специалисты горячей линии предоставляют консультации обратившимся по вопросам зависимости, отвечают на вопросы, где в том или ином городе России могут предоставить профессиональную помощь, какие услуги можно получить в бесплатных государственных медицинских центрах и центрах реабилитации, и какие услуги предоставляют негосударственные клиники.
Создание горячей линии по вопросам лечения наркомании и алкоголизма позволяет повысить прозрачность данного сегмента и аккумулирует информацию об эффективности работы
отдельных центров.

## Проекты «НАС»
За 2014 год «Национальным антинаркотическим союзом» был инициирован и реализован ряд крупных федеральных проектов.

### Проект «Социальный лифт»
Проект «Социальный лифт» — комплекс образовательных программ для алко- и наркозависимой молодёжи, успешно прошедшей реабилитацию.
Участники программ ресоциализации проекта «Социальный лифт» длительностью от 3 месяцев до 1 года получают подготовку по шести основным направлениям:
- социальные работники;
- ИТ-специалисты;
- специалисты медийной сферы;
- сотрудники ресторанного бизнеса;
- творческая ресоциализация;
- спортивная ресоциализация.

Программа действует как в Москве, так и в регионах: в Брянске, Воронеже, Нижнем Новгороде и других городах.
Координатором творческого направления ресоциализации «НАС» является популярный музыкант, основатель и продюсер музыкальной группы «Агата Кристи» Вадим Самойлов. Под его руководством ресоциализацию проходят около 20 выздоравливающих наркозависимых.
Руководителем спортивной ресоциализации является известный спортсмен, рекордсмен Книги рекордов Гиннесса, трёхкратный чемпион мира по кикбоксингу Александр Липовой. В возглавляемой им сети спортивных клубов молодые люди, выздоравливающие от алкогольной и наркотической зависимости, тренируются по специально разработанной для них программе.

### Международные антинаркотические лагеря «Нас объединяет жизнь»
Международные антинаркотические лагеря «Нас объединяет жизнь» — регулярные спортивно-терапевтические мероприятия для наркозависимой молодёжи, проходящей реабилитацию в России и за рубежом. В 2014 году было проведено два таких лагеря: в Сочи (4-8 июня) и в Крыму (с 28 августа по 03 сентября). Каждый лагерь посетили свыше 1 000 выздоравливающих наркозависимых, а также их родственники, врачи, психологи, эксперты, представители государства и общественных организаций.
Помимо своей основной функции — мотивировать реабилитантов на полное выздоровление, лагеря «НАС» являются крупными отраслевыми дискуссионными площадками. В рамках лагерей прошли выездные заседания Межфракционной депутатской рабочей группы по вопросам профилактики и комплексной реабилитации наркомании, ВИЧ-инфекции и других социально значимых заболеваний, Социальной платформы партии «Единая Россия», а также большое количество рабочих встреч, пресс-конференций и т. д.
В рамках антинаркотических лагерей проводятся международные чемпионаты по смешанным единоборствам среди выздоравливающих наркозависимых
.

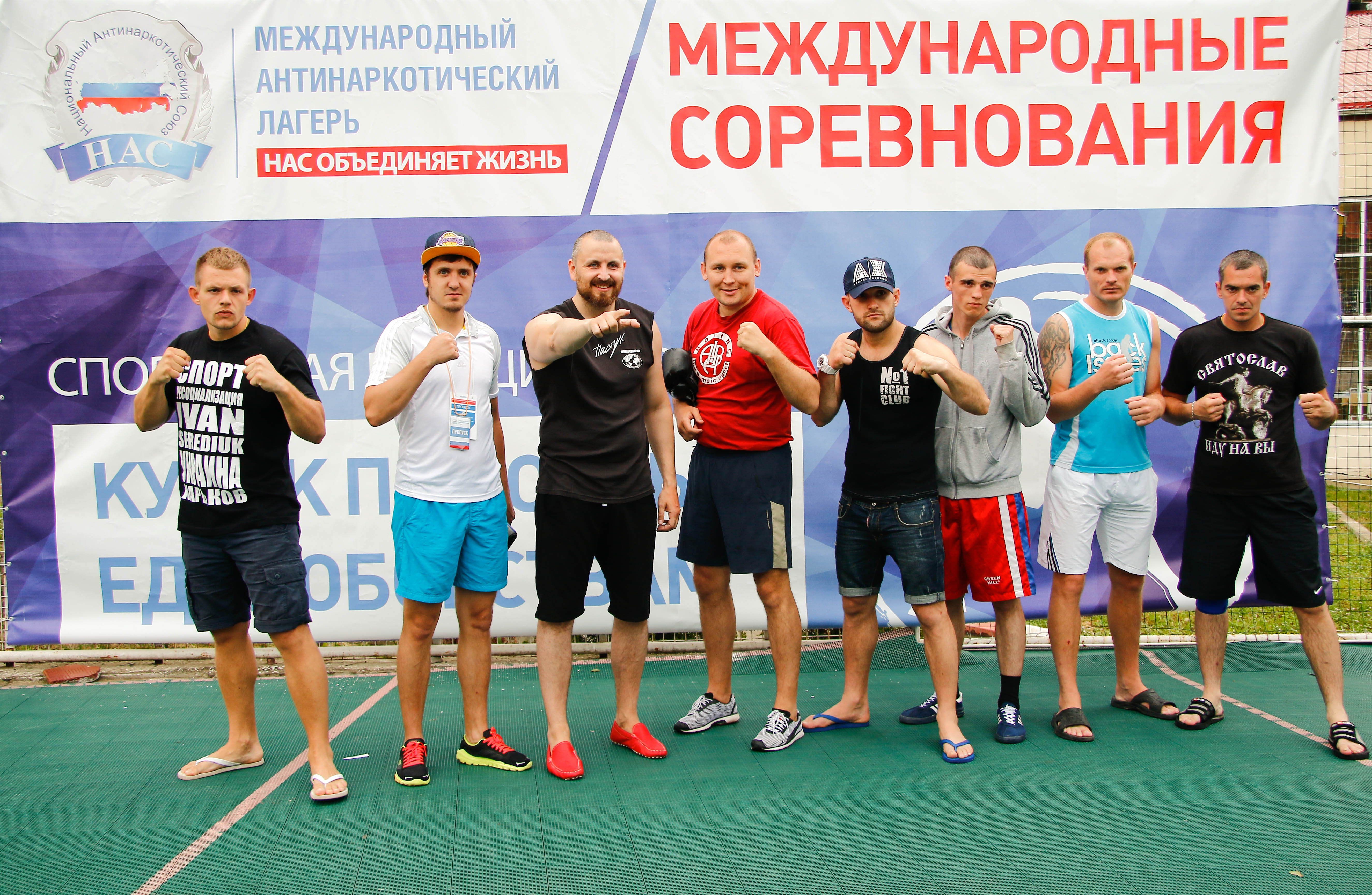
1-й Международный антинаркотический лагерь «НАС» в Сочи (июнь 2014 г.)
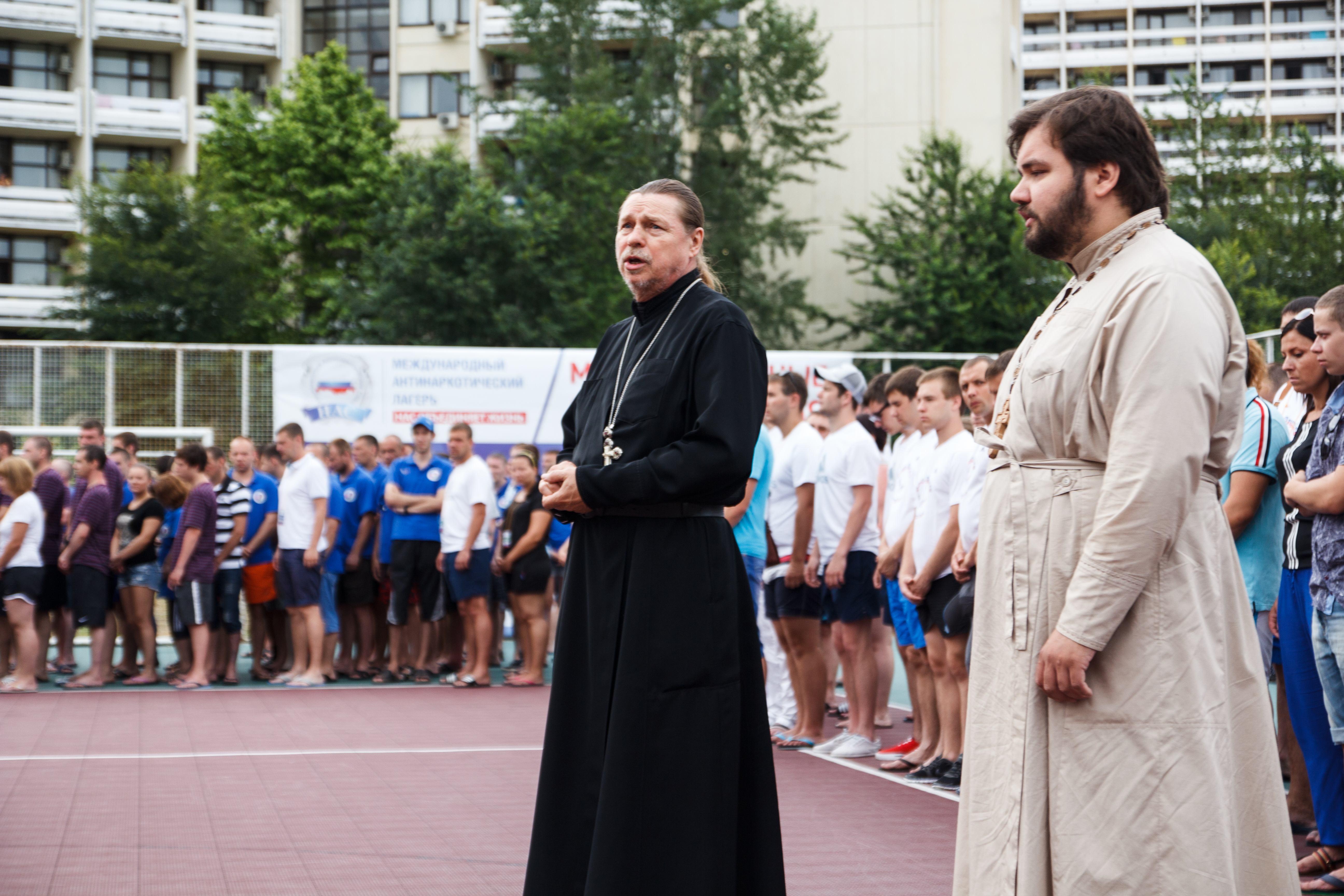
1-й Международный антинаркотический лагерь «НАС» в Сочи (июнь 2014 г.)
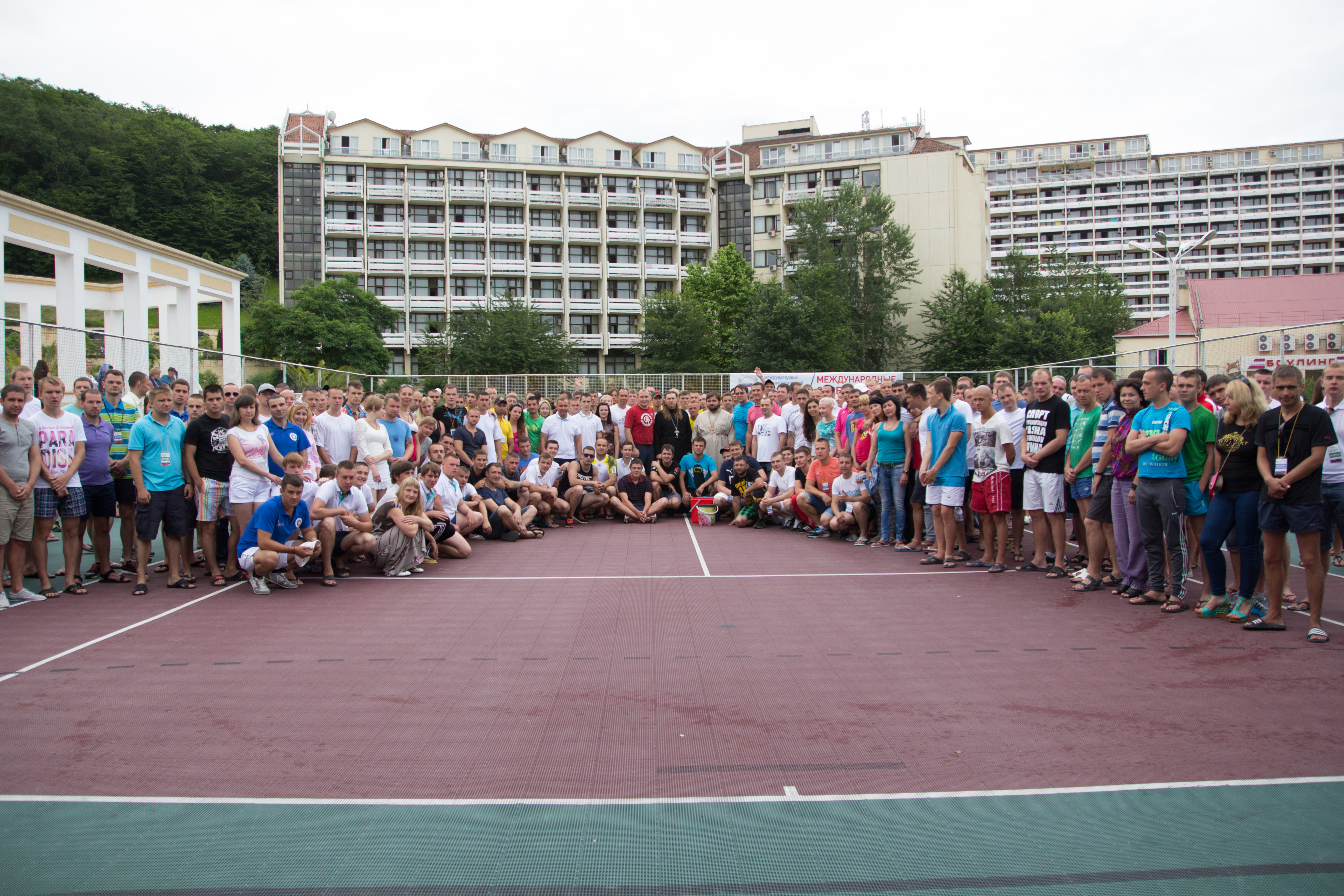
1-й Международный антинаркотический лагерь «НАС» в Сочи (июнь 2014 г.)
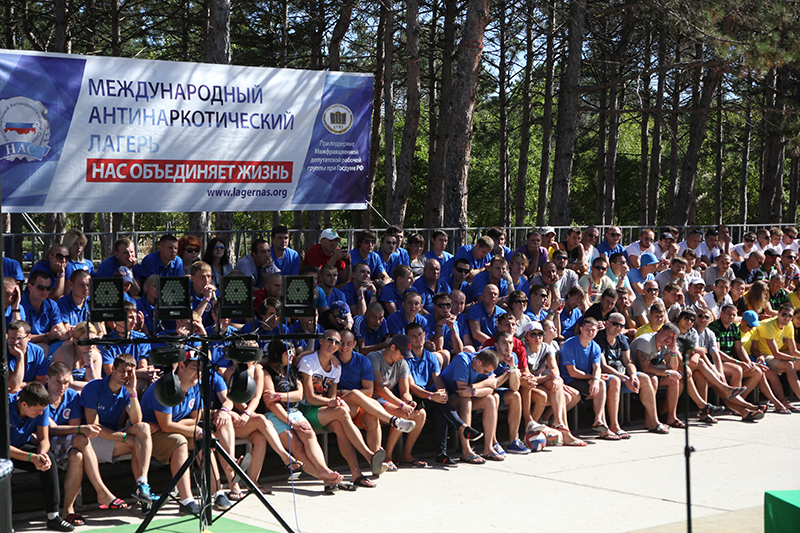
2-й Международный антинаркотический лагерь НАС в Крыму (август-сентябрь 2014 г.)
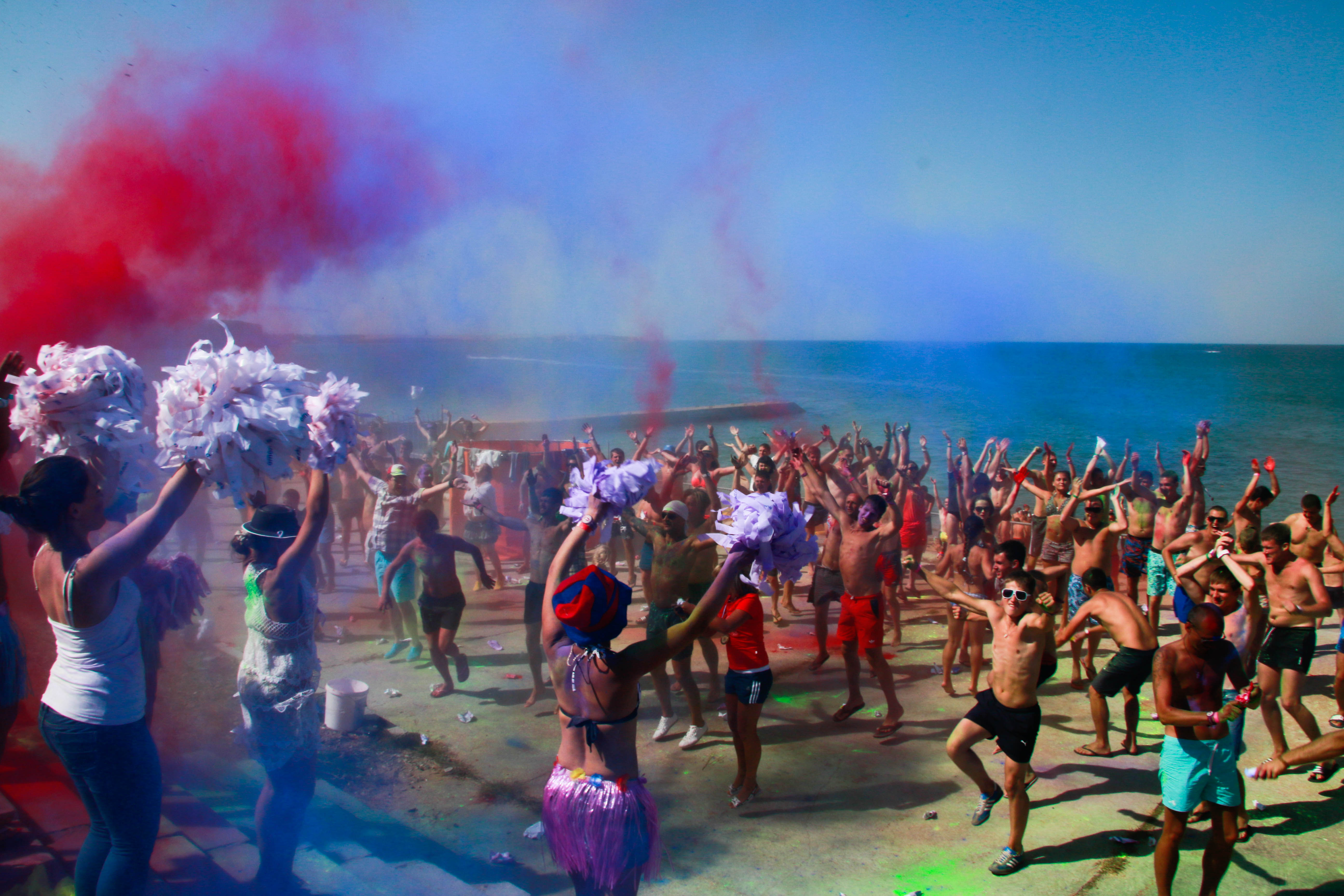
2-й Международный антинаркотический лагерь «НАС» в Крыму (август-сентябрь 2014 г.)
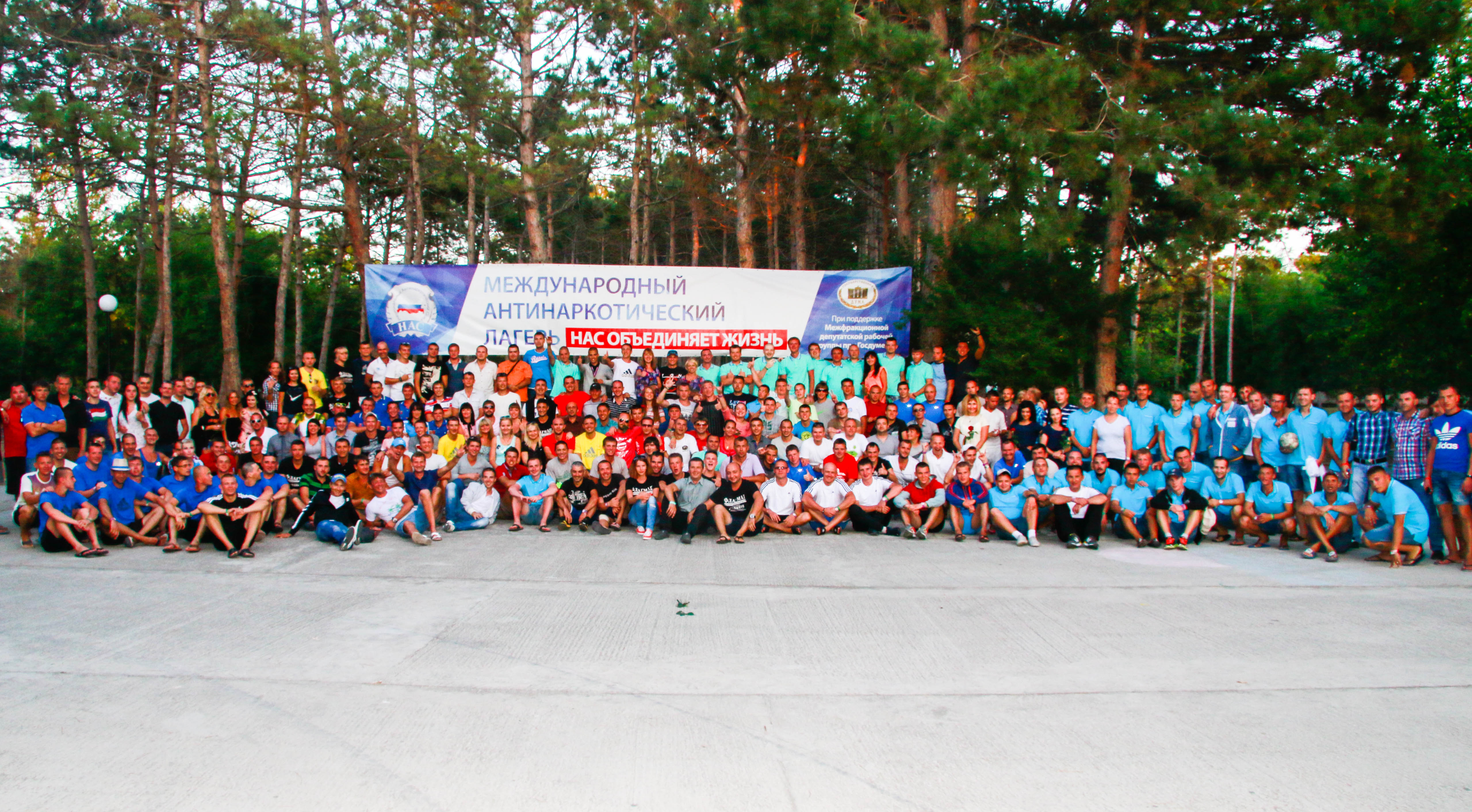
2-й Международный антинаркотический лагерь «НАС» в Крыму (август-сентябрь 2014 г.)
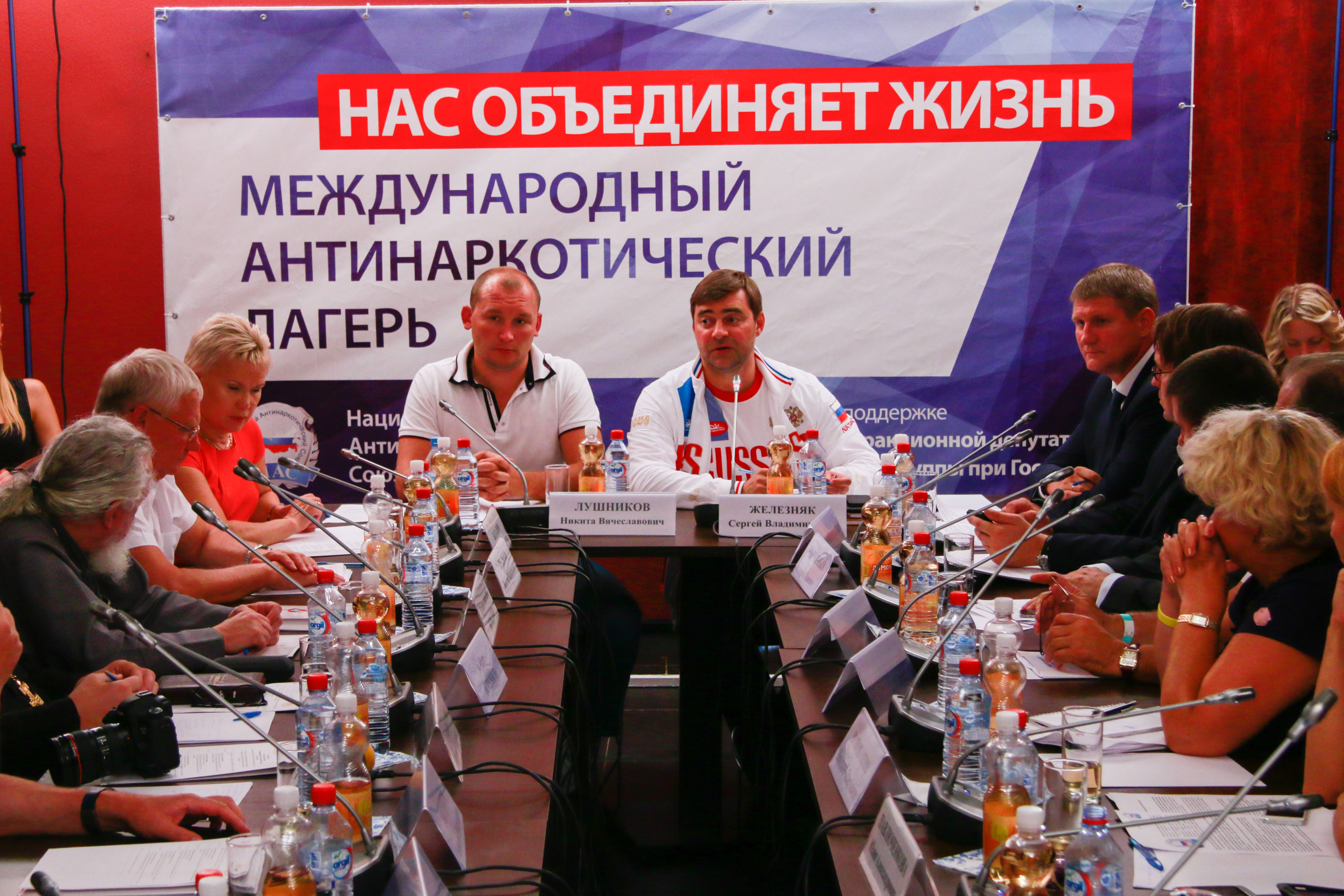
2-й Международный антинаркотический лагерь НАС в Крыму (август-сентябрь 2014 г.)
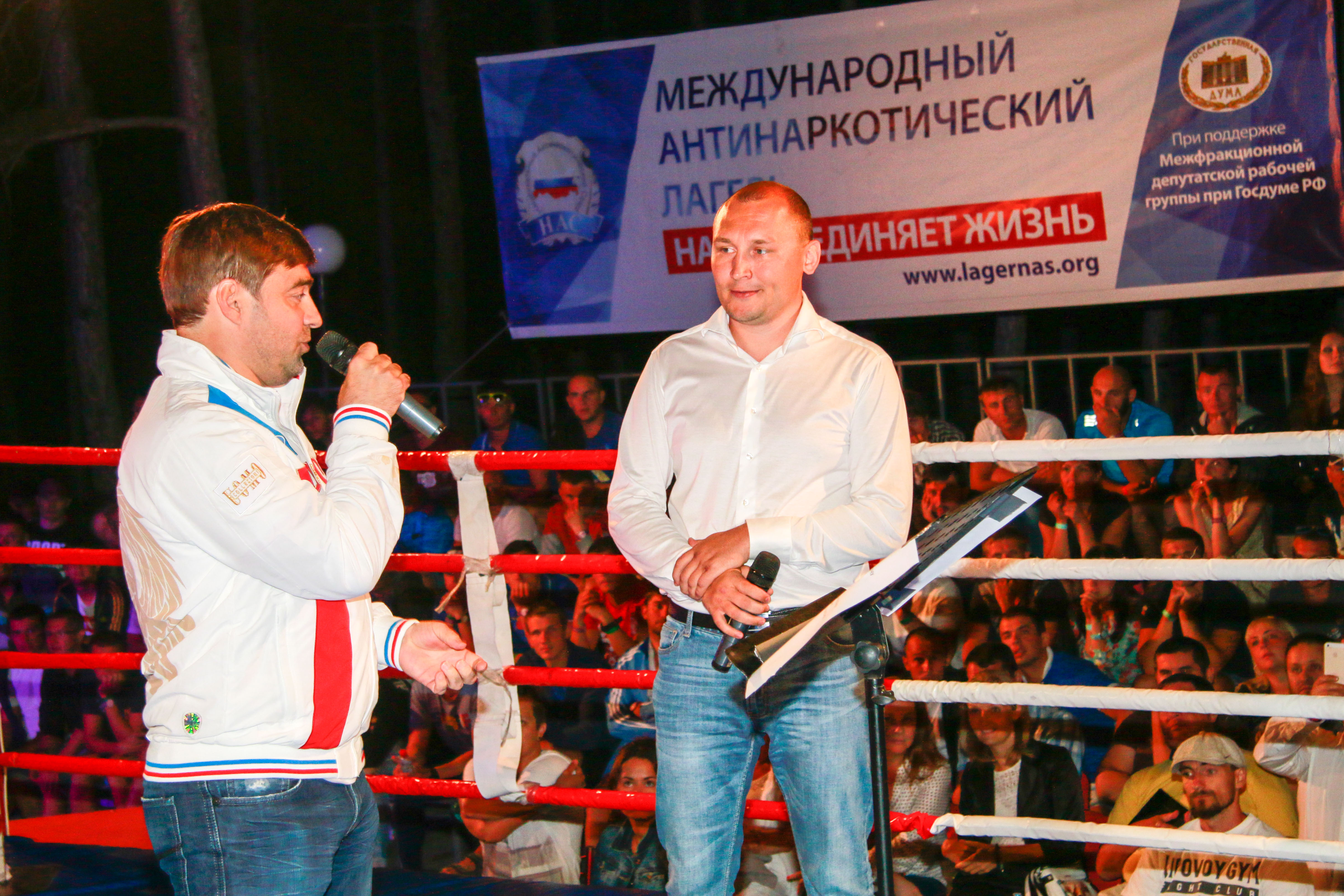
2-й Международный антинаркотический лагерь «НАС» в Крыму (август-сентябрь 2014 г.)
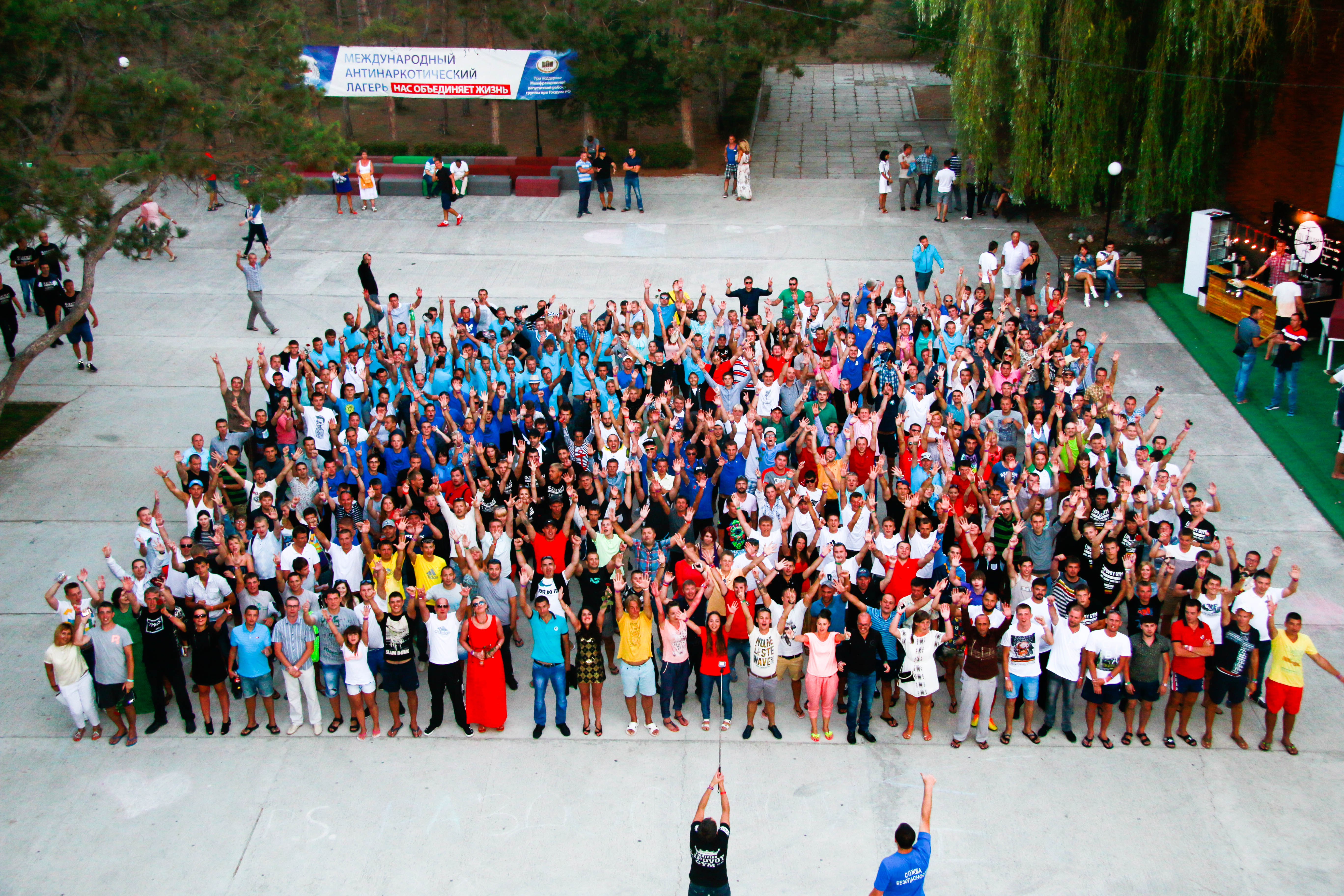
2-й Международный антинаркотический лагерь «НАС» в Крыму (август-сентябрь 2014 г.)
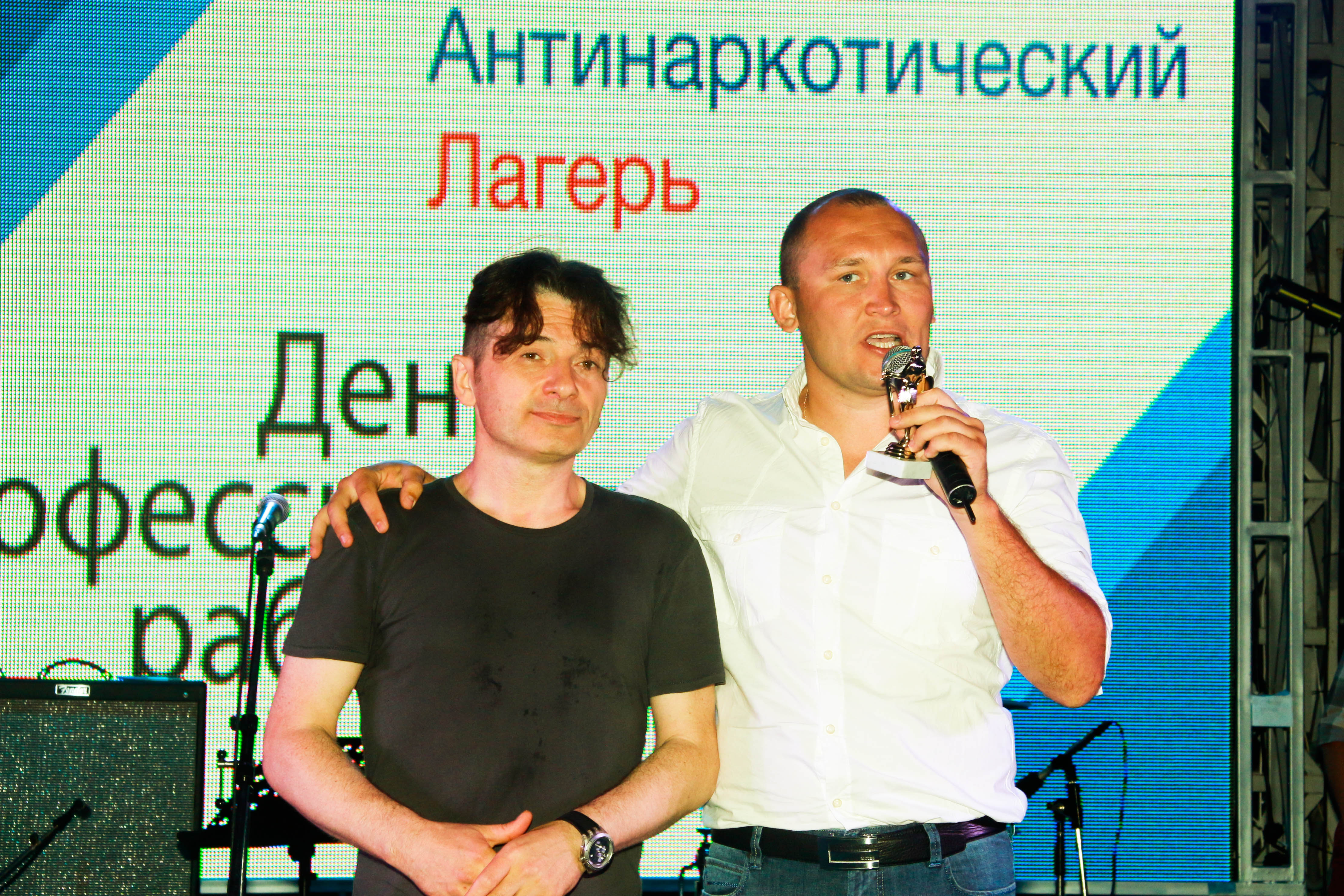
2-й Международный антинаркотический лагерь «НАС» в Крыму (август-сентябрь 2014 г.)
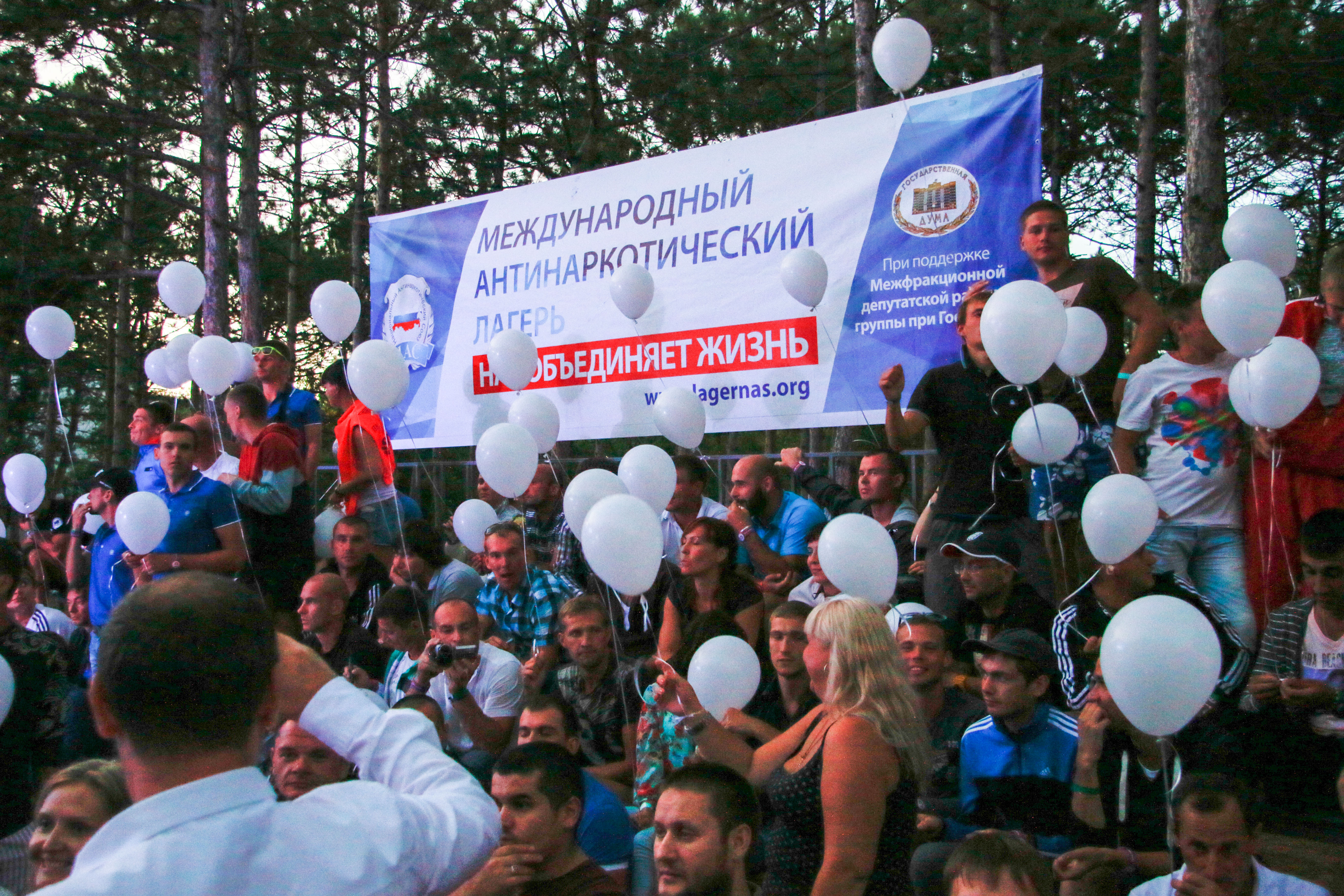
2-й Международный антинаркотический лагерь «НАС» в Крыму (август-сентябрь 2014 г.)

### Проект «От слов — к делу»
Проект «От слов — к делу» — инициатива «Национального антинаркотического союза» по привлечению МВД и органов местной исполнительной власти к участию в процессе мотивации наркозависимых на реабилитацию. В рамках проекта ведётся выдача нуждающимся наркозависимым сертификатов на бесплатную реабилитацию в реабилитационных центрах-членах «НАС».
Пилотным регионом проекта стала Республика Крым где, по состоянию на декабрь 2014 года, выдано уже девять таких сертификатов.

### Проект «Красками по зависимости»
С момента начала осенью 2014 года в России так называемой «спайсовой эпидемии», «Национальный антинаркотический союз» провёл серию акций «Красками по зависимости». В рамках акций волонтёры и сотрудники «НАС» и других общественных организаций, а также просто неравнодушные горожане, вооружённые перчатками, красками, кисточками и щётками, стирали и закрашивали надписи, призывающие купить наркотические вещества. Акции «Красками по зависимости» прошли в Брянске, Воронеже, Рязани, Санкт-Петербурге, Москве и Московской области.

### Сотрудничество с Республикой Крым
Соглашение о сотрудничестве между «НАС» и Республикой Крым было подписано 2 сентября 2014 года. Целью сотрудничества между Республикой и «Национальным антинаркотическим союзом» является противодействие распространению наркомании и алкоголизма и пропаганда здорового образа жизни на территории Крыма.
Планируется разработка и реализация концепций, программ и проектов, направленных на противодействие распространению в Крыму наркомании и наркопреступности, на сокращение спроса на наркотические средства и психотропные вещества, а также содействующих научно-методическому, техническому и финансовому обеспечению охраны здоровья, духовному, нравственному воспитанию граждан. Будет оказываться максимальное содействие проведению целевых программ и антинаркотических мероприятий для детей и молодёжи.
В рамках Соглашения с 28 ноября по 1 декабря 2014 года в Симферополе и в Севастополе был проведён спортивно-музыкальный марафон «Нас объединяет жизнь», приуроченный ко Всемирному дню борьбы со СПИДом. Марафон был проведён при поддержке  Министерства культуры Республики Крым и Министерства спорта Республики Крым.

## Критика
С середины 2014 года в Интернете начали появляться публикации, в которых были сделаны предположения о связи некоторых руководителей «Национального антинаркотического союза» и входящих в его состав организаций с протестантскими религиозными организациями. В этих материалах делался акцент на то, что председатель правления «НАС» Никита Лушников в начале 2000-х годов прошёл реабилитацию в протестантском реабилитационном центре. Впоследствии Лушников возглавил благотворительный фонд «Центр здоровой молодёжи» (ЦЗМ), который в настоящее время входит в состав «НАС». Критики «НАС» ставят под сомнение заявления Лушникова о том, что, начиная с 2012 года, деятельность ЦЗМ и его лично никак не связана с протестантскими религиозными организациями.
30 ноября 2014 года на телеканале «НТВ» в программе «Профессия — репортёр» вышла передача под названием «Повелители бесов», которая рассказывала о деятельности тоталитарных сект в РФ. Один из героев передачи обвинил Никиту Лушникова в связи с сектантами, ссылаясь на то, что известный боксёр Николай Валуев в апреле 2014 года прекратил поддержку «Центра здоровой молодёжи», который ранее возглавлял Лушников. После выхода в эфир данной программы в Интернете появились публикации, в которых, в свою очередь, журналистов «НТВ» обвиняли в том, что они, используя авторитет Николая Валуева, лишают наркозависимых шансов на выздоровление.